# Ready 2 Go
Singles de Martin Solveig
Hello
(2010) Big in Japan
(2011)
Pistes de SMASH
Hello The Night Out
Ready 2 Go est un single du DJ français Martin Solveig extrait de son cinquième album SMASH. Il a été produit avec le chanteur anglais Kele Okereke. Le dubstep a influencé cette chanson sortie le 28 mars 2011 en tant que troisième single de l'album. Il a jusqu'ici atteint la place 20 dans le classement français SNEP.

## Clip

### Développement
Le clip est sorti sur YouTube le 4 mai 2011. Les deux versions de 11 et 3 min 52 s ont été tournées au Stade de France pendant la mi-temps du match France-Croatie en seulement 8 minutes.

### Synopsis
Martin Solveig rentre dans le stade avec des majorettes et commence à chanter sur la bande de Ready to Go puis à danser. Plus tard, il fait le tour du stade en courant et les 80 000 spectateurs brandissent des carrées en carton colorés qui forment les mots Ready 2 Go.

## Liste des pistes
- Téléchargement[4]

1. Ready 2 Go – 4 min 24 s

- Single sur CD allemand

1. Ready 2 Go – 4 min 24 s
2. Ready 2 Go (version single) – 3 min 02 s

- EP au Royaume-Uni[5]

1. Ready 2 Go (version single) – 3 min 02 s
2. Ready 2 Go – 4 min 24 s
3. Ready 2 Go (Club Edit) – 6 min 23 s
4. Ready 2 Go (Arno Cost Remix) – 6 min 45 s
5. Ready 2 Go (Hardwell Remix) – 6 min 32 s

## Crédits
- Écrit par Kele Okereke et Martin Solveig
- Composé et réalisé par Martin Solveig
- Publié par EMI Music Publishing Ltd. et Temps D'Avance
- Chanteur et chœurs - Kele Okereke
- Instruments et programmation - Martin Solveig
- Mixé et masterisé par Philippe Weiss à Red Room Studio, Suresnes
- Photographie (verso) - Romina Shama

## Classement hebdomadaire
| Classement (2011)                       | Meilleure position |
| --------------------------------------- | ------------------ |
| Allemagne (Media Control AG)            | 45                 |
| Autriche (Ö3 Austria Top 40)            | 49                 |
| Belgique (Flandre Ultratip 100)         | 15                 |
| Belgique (Wallonie Ultratop 50 Singles) | 41                 |
| Espagne (PROMUSICAE)                    | 43                 |
| États-Unis (Hot Dance Club Songs)       | 49                 |
| France (SNEP)                           | 20                 |
| Irlande (IRMA)                          | 38                 |
| Pays-Bas (Single Top 100)               | 52                 |
| Pologne (ZPAV)                          | 4                  |
| Pologne (Dance ZPAV)                    | 38                 |
| Tchéquie (IFPI Rádio)                   | 55                 |
| Royaume-Uni (UK Singles Chart)          | 48                 |
| Royaume-Uni (UK Dance Chart)            | 13                 |
| Slovaquie (IFPI Rádio)                  | 49                 |

## Historique de sortie
| Pays        | Date          | Format                    | Label                |
| ----------- | ------------- | ------------------------- | -------------------- |
| Belgique    | 28 mars 2011  | Téléchargement            | Mercury Records      |
| France      | 28 mars 2011  | Téléchargement            | Mercury Records      |
| Pays-Bas    | 11 avril 2011 | Téléchargement            | Mercury Records      |
| Allemagne   | 13 mai 2011   | CD single, téléchargement | Kontor Records       |
| Italie      | 6 juin 2011   | CD single, Maxi 45 tours  | D:vision Records     |
| Royaume-Uni | 26 juin 2011  | Téléchargement            | All Around the World |